# Calibración
La calibración es el proceso de comparar los valores obtenidos por un instrumento de medición con la medida correspondiente de un patrón de referencia (o estándar). Según la Oficina Internacional de Pesas y Medidas, la calibración es «una operación que, bajo condiciones específicas, establece en una primera etapa una relación entre los valores y las incertidumbres de medida provistas por estándares e indicaciones correspondientes con las incertidumbres de medida asociadas y, en un segundo paso, usa esta información para establecer una relación para obtener un resultado de la medida a partir de una indicación».
De esta definición se puede deducir que para calibrar un instrumento o un estándar se necesita disponer de uno de mayor precisión (patrón) que proporcione el valor convencionalmente verificable, el cual se utilizará para compararlo con la indicación del instrumento que está siendo sometido a la calibración. Esto se realiza mediante una cadena ininterrumpida y completamente documentada de comparaciones hasta llegar al patrón primario, que constituye lo que se conoce como trazabilidad. El objetivo de la calibración es mantener y verificar el buen funcionamiento de los equipos, responder los requisitos establecidos en las normas de calidad y garantizar la fiabilidad y la trazabilidad de las medidas. Los instrumentos de medida requieren ser calibrados con más frecuencia cuanto más exactas sean sus muestras, es decir, cuanto menor sean las tolerancias de error. En general, los intervalos de calibración dependen de factores como los requerimientos dados por un cliente o una regulación y la estabilidad con el tiempo del instrumento a calibrar.
La calibración de cualquier instrumento de medida debe realizarse bajo condiciones de humedad y temperatura controlada por un laboratorio de calibración acreditado, existen diversos órganos acreditadores dependiendo de cada país.
En México existe la Entidad Mexicana de acreditación, EMA, entidad que acredita la calidad y competencia técnica de un laboratorio de calibración para ofrecer servicios de metrología y calibración de instrumentos.

## Introducción
Durante el proceso de calibración se contrasta el valor de salida (output en inglés) del instrumento a ser calibrado frente a un estándar en diferentes puntos del rango de calibración. Si el error de calibración —error que se pone en manifiesto durante la calibración— es inferior al límite de rechazo determinado, ya sea por las normas, la empresa o la recomendación del fabricante, la calibración será aceptada. De otro modo, se requiere un ajuste del instrumento con un posterior contraste. Estos últimos dos pasos se repiten tantas veces como sea necesario hasta que el error obtenido sea inferior al límite establecido. En los equipos en los cuales no se dispone de ajuste, como termopares, etc.; en caso de no satisfacer las tolerancias marcadas, los aparatos tendrán que ser sustituidos por otros que hayan estado previamente calibrados.
Los principales motivos que pueden provocar la necesidad de que se realice la calibración de los instrumentos de medición son:
- Se ha agotado un periodo de tiempo específico
- Se ha agotado un cierto volumen de uso (horas de trabajo)
- Cuando un instrumento ha recibido un golpe o vibraciones fuertes que pueden haber causado que este se descalibre
- Cambios de temperatura superiores a los aceptables
- Siempre que las observaciones obtenidas sean cuestionables

En general, la calibración a menudo se contempla junto con el proceso de ajuste del resultado de un instrumento de medida, de manera que esté de acuerdo con un estándar preestablecido, y dentro de una precisión especificada. De todos modos, no todos los instrumentos de medida pueden ser ajustados hasta que sus medidas correspondan perfectamente con los valores dados por los estándares con los cuales se comparan. Para la inmensa mayoría de las calibraciones, el proceso de la calibración es, de hecho, una comparación de un valor desconocido y uno conocido y el registro de los datos obtenidos.
En la calibración, los resultados obtenidos han de ser informados a través de un certificado de calibración, en el que se suele indicar una identificación del documento, información sobre el instrumento a calibrar, la fecha de calibración, el método con el que se calibra, las condiciones en las que se llevó a cabo como la temperatura, los resultados y las incertidumbres obtenidas, y la firma y acreditación, en su caso, del laboratorio. Además se pueden incluir tablas, gráficas y otras variedades de soporte gráfico que ayuden en la comprensión y representación de los resultados de la calibración.

## Proceso de calibración
El proceso de calibración se inicia con el diseño del instrumento de medida aritmética que ha de ser calibrado. El diseño tiene que ser capaz de «soportar la calibración» a través de su intervalo de calibración. Es decir, el diseño tiene que ser capaz de tomar medidas que se encuentren dentro de la «tolerancia ingenieril» cuando se utiliza en condiciones ambientales durante un periodo de tiempo razonable. El mecanismo exacto para la asignación de valores de tolerancia varia según el país o el tipo de industria. En general, los fabricantes de equipos de medida, asignan la tolerancia en la medición, sugieren un intervalo de calibración y especifican el rango de utilización y almacenaje normales. El hecho de tener un diseño de estas características aumenta la probabilidad de que los instrumentos de medida actuales se comporten de la manera esperada. El siguiente paso es definir el proceso de calibración. La selección del estándar o estándares es la parte más visible del proceso de calibración. Idealmente, el estándar ha de tener menos de una cuarta parte de la incertidumbre de medida que viene dada por el aparato que ha de ser calibrado. El proceso consiste en elegir un estándar que cumpla la norma anteriormente mencionada sobre la incertidumbre de medida y hacerlo servir para comparar su medida con la del aparato calibrado. Después de elegir un estándar con un grado de incerteza más ajustado y se repita la operación anterior. Este proceso se repite hasta que se llegue al estándar con la mayor certeza posible del cual se dispone en el laboratorio de calibración o de metrología. Este proceso establece la trazabilidad de la calibración.
Hay que decir que este proceso de calibración mediante estándares está, prácticamente siempre, precedido de una inspección visual del instrumento, donde se comprueba que este no presente ningún daño físico que se pueda apreciar a simple vista. Los resultados de esta inspección se denominan comúnmente como los datos «as-found» de la inspección (datos del instrumento, tal como se han encontrado). Normalmente todo el proceso de calibración es encargado a un único técnico especializado que será el que se ocupe de documentar que la calibración se ha completado con éxito.
El proceso que se ha explicado anteriormente es un reto difícil y caro. El coste del soporte técnico correspondiente a un equipamiento ordinario es, en general, de aproximadamente el 10% del precio de compra original en base anual. Otra maquinaria más exótica y/o compleja puede resultar aún más cara de mantener.
La extensión del programa de calibración expone las creencias principales de la organización involucrada. La integridad de la organización puede verse fácilmente en entredicho según el programa de calibración que se haya establecido. En general, se trata de que cada máquina de una organización tenga planeado un proceso de calibración concreto para ella. Por ejemplo, si una empresa dispone de varias máquinas iguales, las máquinas más viejas se emplearán para los trabajos menos sufridas y, por lo tanto, necesitarán de una calibración limitada. Las máquinas que se emplean a menudo y de las cuales depende el proceso de producción, en cambio, se habrán de calibrar de forma más habitual y con unas tolerancias bastante ajustadas. Por otra parte, cada máquina se habrá de calibrar solo en relación con la operación/faena que desarrolle. Esto se refiere a que aunque la máquina realmente pueda realizar muchos más trabajos de las que realmente hace en el proceso de producción, solo se ha de calibrar la faena que realmente haga de forma activa. El resto de los procesos de calibración resultará innecesario.
Este proceso de escoger y diseñar el proceso de calibración se ha de realizar para todos los instrumentos básicos que estén presentes en la organización.

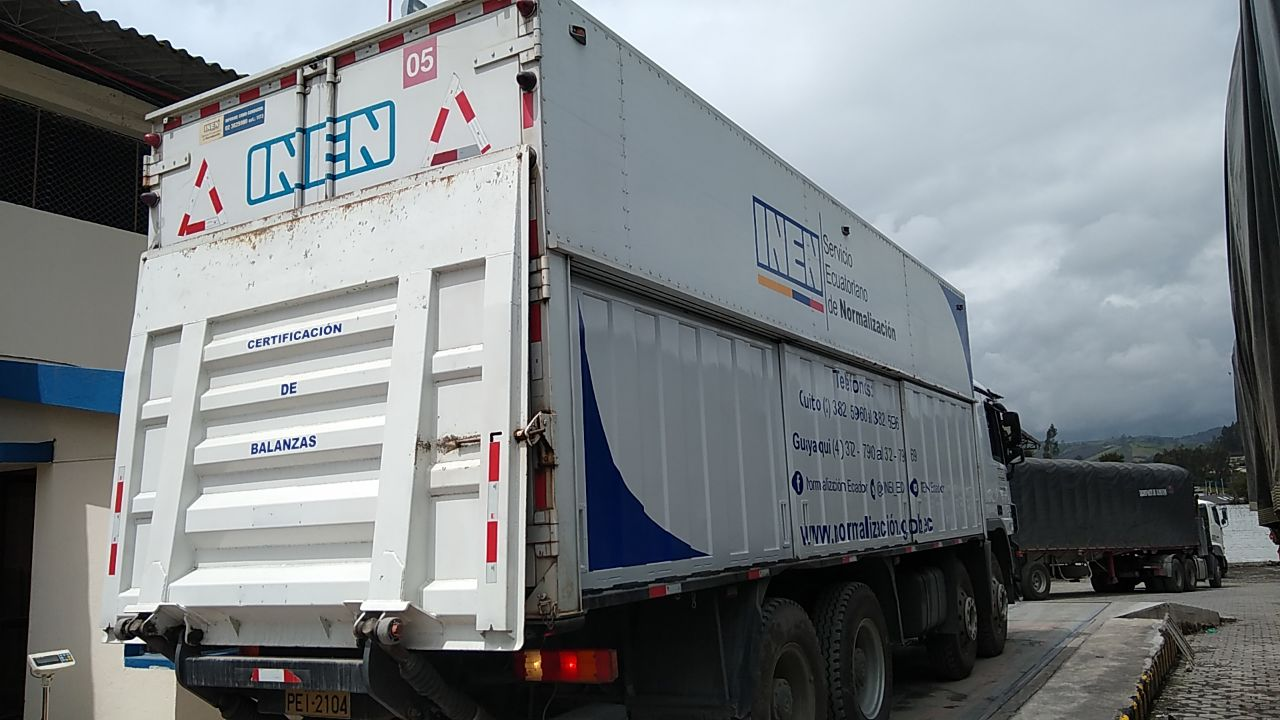
Camión metrológico para calibración de básculas de gran capacidad

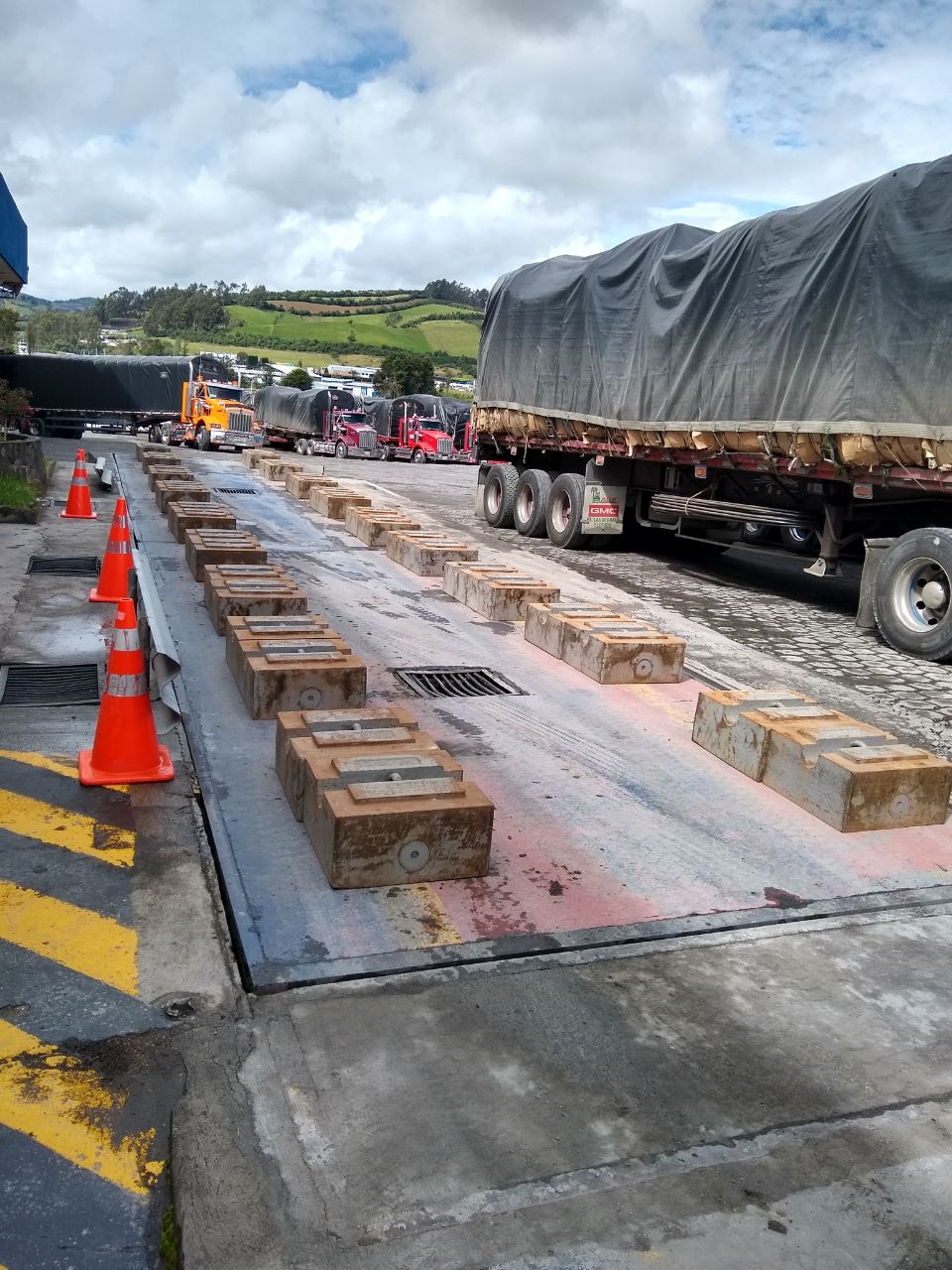
Masas patrón para calibración de balanzas de gran capacidad

## Calidad
A fin de mejorar la calidad de la calibración a favor de que organizaciones externas acepten los resultados obtenidos, es deseable que las medidas correspondientes sean fácilmente convertibles al Sistema Internacional de Unidades. La acción de establecer la trazabilidad se puede realizar haciendo una comparación formal con un estándar que puede estar relacionado de forma directa o indirecta con los estándares nacionales, los internacionales o los materiales de referencia certificados. Los sistemas de gestión de la calidad requieren un sistema de metrología efectivo que incluya la calibración formal, periódica y documentada de todos los instrumentos de medida. Las normas ISO 9000 e ISO 17025 establecen que estas acciones tengan una alta trazabilidad e indican cómo se ha de cuantificar.

## Instrumentos de medición
- Pie de rey o calibrador Vernier universal: sirve para medir con precisión elementos pequeños (clavos, orificios, pequeños objetos, etc.). La precisión de esta herramienta de trabajo llega a la décima de milímetro e incluso puede llegar a apreciar centésimas de dos en dos (cuando el nonio está dividido en cincuenta partes iguales).

Componentes del pie de rey

Para medir exteriores se utilizan las dos extensiones largas, para medir interiores (por ejemplo, diámetros de orificios) las dos extensiones cortas, y para medir profundidades, un vástago que sale de la parte de atrás y que se denomina sonda de profundidad. Para llevar a cabo una medición, se ajustará el calibre al objeto a medir y se fijará. La extensión móvil tiene una escala graduada (10, 20 o 50 divisiones, dependiendo de la precisión).
La medición mediante este instrumento es realizada de la siguiente manera: Primero se hace resbalar la parte móvil de manera que el objeto a medir quede entre las dos extensiones (si es una medida de exteriores). La extensión móvil indicará los milímetros enteros que contiene la medida. Los decimales se habrán de encontrar con ayuda del nonio. Para tal efecto, se observará qué división del nonio coincide con una división (cualquiera) de las presentes en la regla fija. Esa división coincidirá con los valores decimales de la medida que se está efectuando.
- Pie de rey de Tornero: es muy semejante al que se ha descrito anteriormente, pero tiene unas uñas adaptadas a las medidas de piezas en un torno. Este tipo de calibre no dispone de piernas interiores ya que con las exteriores se pueden hacer medidas internas, pero se tendrá que tener en cuenta que el valor del diámetro interno se tendrá que incrementar en 10 mm debido a la anchura de las patas del instrumento (5 mm cada una).

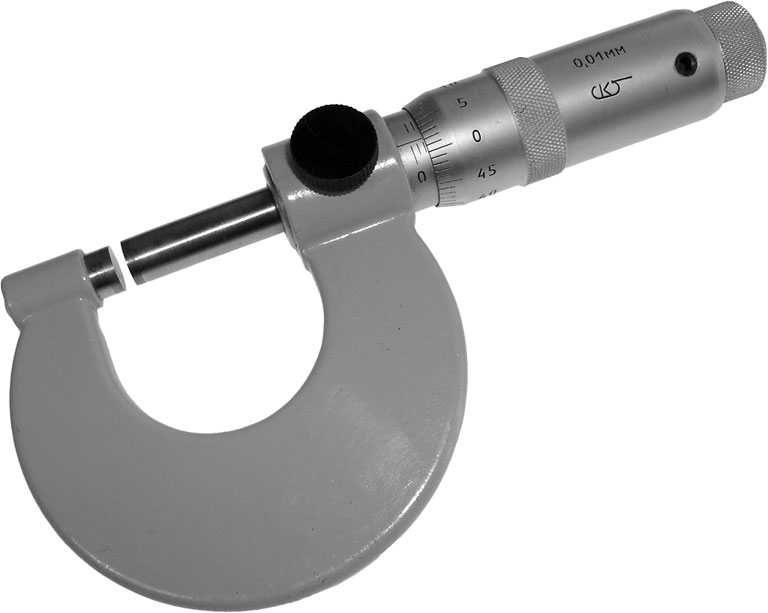
Micrómetro de exteriores 0-25, típico

- Calibre de profundidad: es un instrumento de medición semejante a los anteriores, pero tiene una puntos de apoyo que permiten la medida de profundidades, entrecortes y agujeros. Tienen longitudes de bases diferentes y, además, son intercambiables.

- Banco de coordenada horizontal: es un equipo de medición para la calibración de los instrumentos de medición. Está provisto de una regla de gran precisión que permite comprobar los errores del utillaje de medida y de control, tales como pies de rey, micrómetros, comparadores, anillos lisos y de rosca, tapones, etc.

Animación del funcionamiento de un micrómetro

- Micrómetro, perno micrométrico o Palmer: es un instrumento que sirve para medir con alta precisión (del orden de una micra, equivalente a 10−6 metros) las dimensiones de un objeto. Para ello, cuenta con dos puntas que se aproximan entre elles mediante un clavo de rosca fina, el cual tiene grabado una escala en su contorno. La escala puede incluir un nonio. Frecuentemente, el micrómetro también incluye una manera de limitar la torsión máxima del clavo, dado que la rosca muy fina hace que resulte difícil notar fuerzas que sean capaces de causar el deterioro de la precisión del instrumento. El micrómetro se clasifica de la siguiente manera:

- - Micrómetro de exteriores: son instrumentos de medición capaces de medir el exterior de piezas en centésimas. Tienen contactos de metal duro rectificados y plateados. Ejercen sobre la pieza a medir una presión mediana entre 5 y 10 N; tienen un freno para no dañar la pieza y el medidor en caso de que se apriete demasiado cuando se esté realizando la medición.

- Micrómetro digital: son exactamente iguales a los anteriores, pero tienen la particularidad de realizar medidas de hasta 1 milésima de precisión y son digitales, a diferencia de los anteriores que son analógicos.

- Micrómetro exterior con contacto de platillos: de la misma apariencia que los anteriores, pero tienen unos platillos en sus contactos con tal de mejorar la sujeción y para la medida de dientes de coronas o de hojas de sierra circulares.

- Micrómetro de exteriores de arco profundo: tienen la particularidad de que tienen su arco de mayor longitud que los anteriores. Sirven para poder realizar medidas en placas o en lugares de difícil acceso.

- Micrómetro de profundidades: se parece mucho al calibre de profundidades, pero tiene la capacidad de realizar medidas en centésimas de milímetro.

- Micrómetro de interiores: mide los interiores basándose en tres puntos de apoyo. En el estuche contiene galgas para comprobar la exactitud de las medidas.

- Reloj comparador: es un instrumento que permite realizar comparaciones de medida entre dos objetos. También tiene aplicaciones de alineación de objetos en maquinarias. Necesita un soporte con pie magnético.

- Visualizadores con entrada Digimatic: es un instrumento que tiene la capacidad de mostrar digitalmente la medida de un instrumento analógico.

- Verificador de interiores: instrumento que sirve para tomar medidas de agujeros y compararlas de una pieza a otra. Tiene un reloj comparador para mayor precisión y piezas intercambiables.

- Gramil o calibre de altitud: es un instrumento que mide el ángulo formado por dos vistas, cifrando el resultado obtenido. Este ángulo podrá estar situado en un plano horizontal y se denomina ángulo azimutal o en un plano vertical, denominándose ángulo cenital si el costado origen de la graduación es la línea cenit-nadir del punto de estación; o ángulo de altura si este lado es la línea horizontal del plano indicado que pasa por el punto de vista o de puntería.

- Nivel de agua: es un instrumento de medición utilizado para determinar la horizontalidad o verticalidad de un elemento. Es un instrumento muy útil en la construcción en general y para la industria. El principio de este instrumento está en un pequeño tubo transparente (de cristal o plástico) el cual está lleno de líquido con una burbuja en su interior. La burbuja es de una medida inferior a la distancia entre las dos marcas. Si la burbuja se encuentra entre las dos marcas, el instrumento indica un nivel exacto, que puede ser horizontal o vertical.

- Tacómetro: es un instrumento capaz de contar el número de revoluciones de un eje por unidad de tiempo.

- Voltímetro: instrumento para medir la diferencia de potencial entre dos puntos.

- Amperímetro: instrumento para la intensidad de corriente que circula por una rama de un circuito eléctrico.

- Multímetro: instrumento capaz de medir diferentes medidas eléctricas como por ejemplo la tensión, la resistencia, la intensidad de corriente normal que hay en un circuito, además de algunas funciones más que tiene el instrumento dependiendo del fabricante y el modelo.

- Estroboscopio: Es un elemento capaz de contar revoluciones y vibraciones de una maquinaria, sin tener contacto físico, a través del campo de acción que esta genera.

- Galgas para roscas y espesores: son reglas de comparación para ver el tipo de rosca de un clavo o la anchura de un elemento. La galga de la rosca puede ser de rosca métrica Whitworth.

- Balanza: instrumento que es capaz de medir el peso de un determinado elemento. Hay de diferentes tamaños y de diferentes rangos de apreciación de pesos.

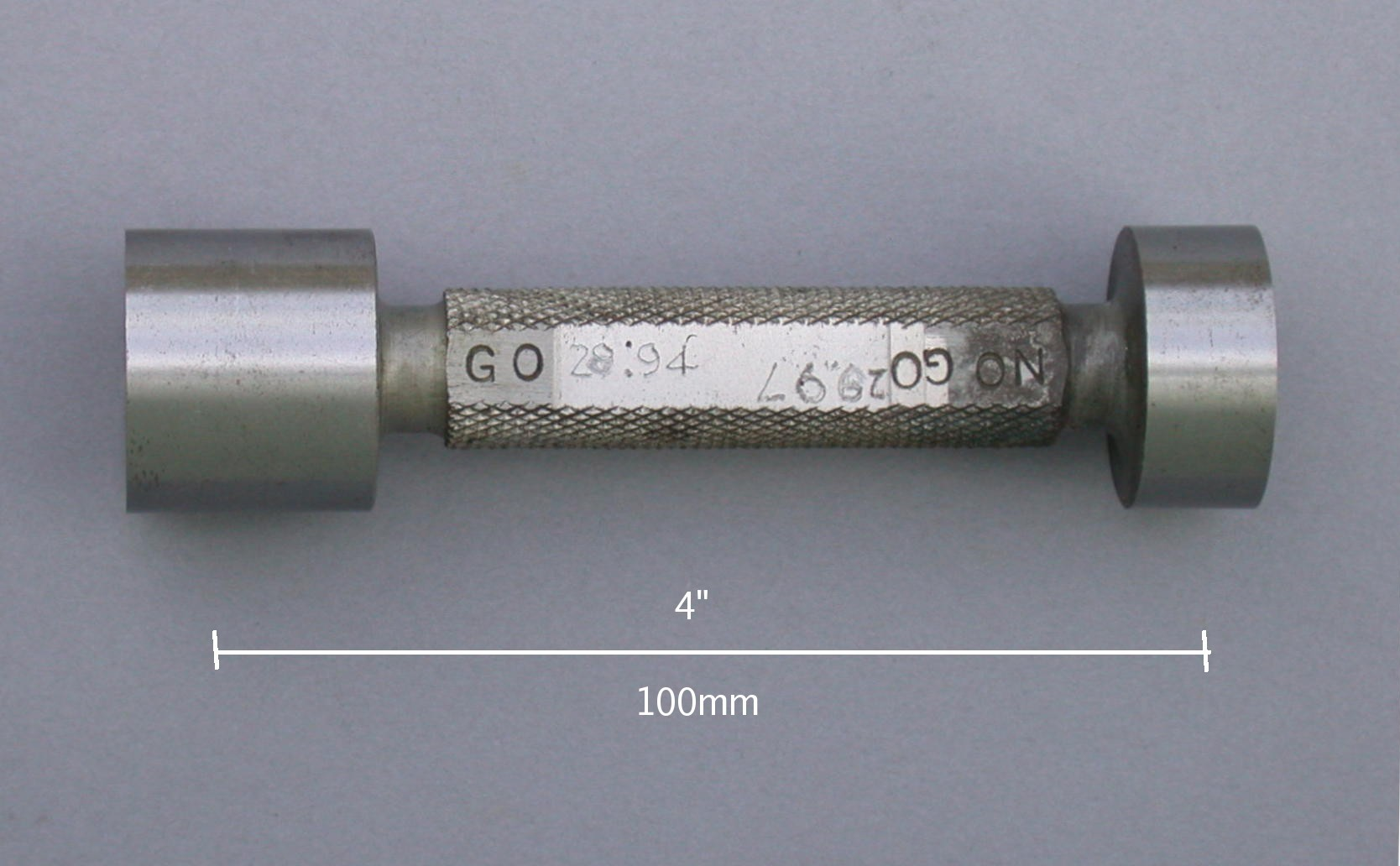
Calibre tapón cilíndrico pasa-no pasa

- Calibre pasa-no pasa (calibre de tapón):

- Calibre de tapón cilíndrico: son elementos que sirven para comprobar el diámetro de agujeros y comprobar si se adaptan a lo que es necesario, para respetar las tolerancias del equipo, se someten a la condición de pasa-no pasa y tienen el uso contrario al calibre de herradura.

- Calibre de herradura: sirven para medir el diámetro exterior de piezas con la condición de pasa-no pasa.

- Calibre de rosca: permite medir la rosca tanto de un tornillo como de una tuerca, que están sometidos a la condición de pasa-no pasa.

- Instrumentos para la inspección óptica:

- Lupa: es un instrumento de inspección que permite ver objetos y características que son imposibles de ver a simple vista. Consigue aumentar lo que se está viendo, el aumento depende de la graduación óptica del instrumento.

- Microscopio: instrumento de visualización que permite ver aspectos o características de objetos con una visión microscópica y con los dos ojos a la vez.

- Proyector de perfiles: instrumento que permite ampliar, con un factor conocido, una pieza y poder observar su estructura más pequeña mediante la reflexión de su sombra.

- Termómetro: instrumento que permite realizar medidas de temperatura.

- Rugosímetro: es un instrumento que, mediante ondas, es capaz de medir la rugosidad de la superficie de un objeto, sin la necesidad de ampliación visual de la superficie del objeto.

- Láser, como instrumento de medición.

- Durómetro: instrumento electrónico que permite medir y hacer pruebas de la dureza de diferentes materiales, ya sean metálicos, cerámicos, plásticos o de piedra.